# Estanques de Milicz

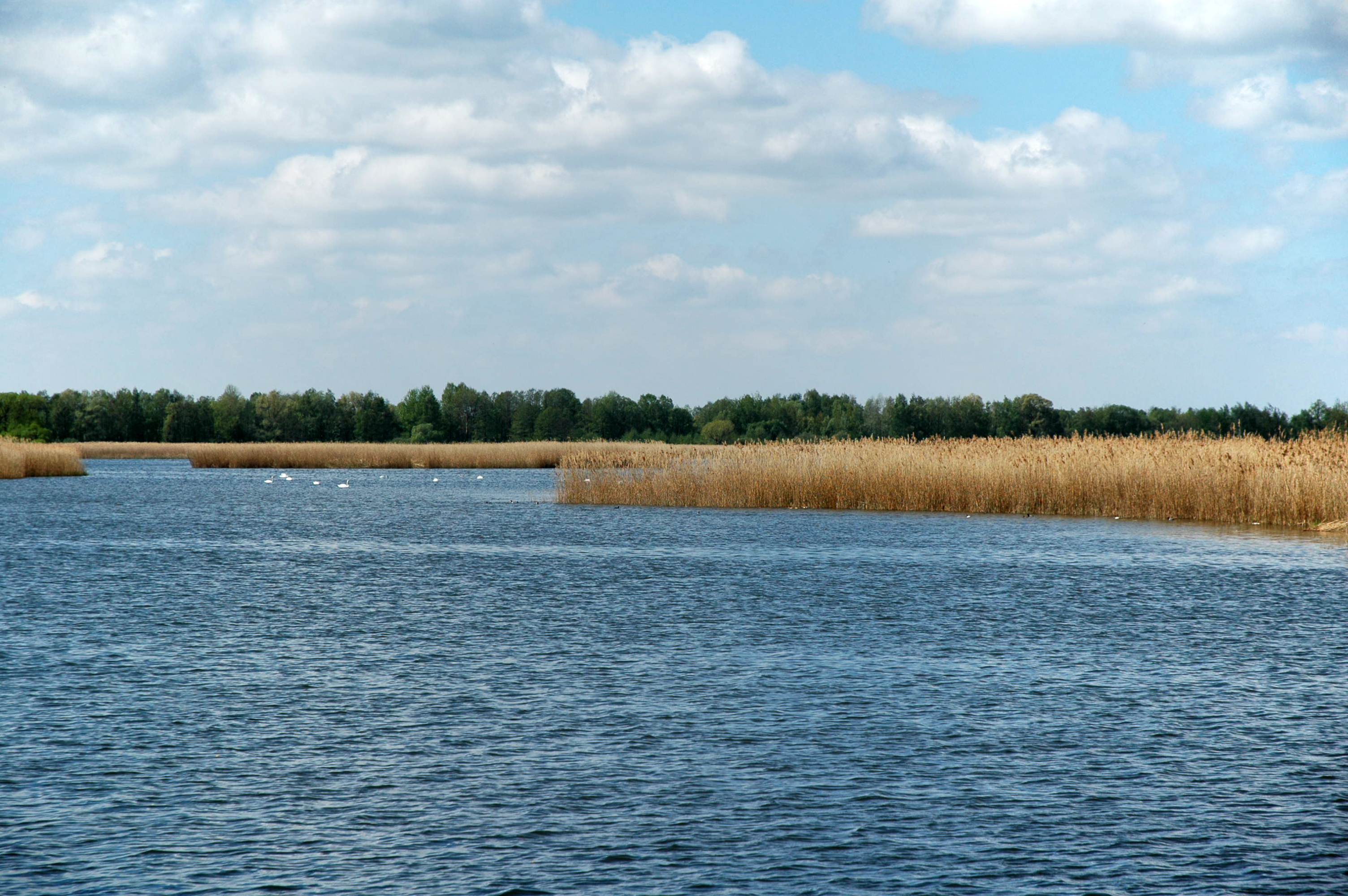
Vista del estanque Słoneczny Górny

Los estanques de Milicz (en polaco: Stawy Milickie) son una serie de pequeños estanques localizados en el voivodato de Baja Silesia, al sureste de Polonia, en el valle del río Barycz, cerca de las ciudades de Milicz y Żmigród. Existen alrededor de 100 estanques, con una superficie total que ocupa unos 77 km².
Debido a la importancia que tiene este hábitat para el desarrollo de las aves acuáticas, los estanques están calificados como Reserva natural (en 1963 se establecieron sobre una superficie de 53 km²), la cual está protegida bajo el Convenio de Ramsar (uno de los 13 sitios que tiene Polonia en la Lista Ramsar de humedales de importancia internacional). Desde 1996 también forman parte de una gran área protegida conocida como Parque protegido del valle del río Barycz.